# Parasmittina tubula
Parasmittina tubula är en mossdjursart som först beskrevs av James Barrie Kirkpatrick 1888.  Parasmittina tubula ingår i släktet Parasmittina och familjen Smittinidae. Inga underarter finns listade i Catalogue of Life.